# Plan 75
Plan 75 – dramat filmowy z 2022 roku koprodukcji japońsko-filipińsko-francusko-katarskiej w reżyserii Chie Hayakawa, będący jej pełnometrażowym debiutem. W głównej roli wystąpiła Chieko Baishô. Film miał premierę 20 maja 2022 roku w ramach sekcji „Un Certain Regard” na 75. MFF w Cannes.

## Fabuła
Ze względu na problem z wysokim średnim wiekiem obywateli i niskim współczynnikiem dzietności rząd Japonii postanawia wprowadzić w życie program o nazwie Plan 75, który ma na celu skłonienie do eutanazji osoby, które ukończyły siedemdziesiąty piąty rok życia, co mam poprawić sytuację ekonomiczną kraju. W wyniku decyzji państwa na ulicach Japonii pojawia się duża ilość reklam zachęcających do udziału w programie i przedstawiających ogrom korzyści z niego wynikających, w tym wysokiego wynagrodzenia finansowego, co przekonuje dużą część uboższych emerytów do skorzystania z propozycji w zamian za możliwość realizacji ostatnich marzeń.

## Obsada
- Chieko Baishô jako Michi Kakutani
- Hayato Isomura jako Hiromu Okabe
- Stefanie Arianne jako Maria
- Taka Takao jako wujek Yukio Okabe
- Yumi Kawai jako Yoko Narumiya
- Hisako Ohkata jako Ineko
- Kazuyoshi Kushida jako Fujimaru[1]

## Odbiór

### Reakcja krytyków
Film spotkał się z pozytywną reakcją krytyków. W agregatorze recenzji Rotten Tomatoes 93% z 44 recenzji uznano za pozytywne, a średnia ocen wyniosła 7,2 na 10. Z kolei w agregatorze Metacritic średnia ważona ocen z 15 recenzji wyniosła 70 punktów na 100.

## Nagrody i nominacje
| Nagroda                                      | Kategoria | Wynik     |
| -------------------------------------------- | --- | --------- |
| Festiwal Filmowy w Cannes                    | Złota Kamera – Wyróżnienie specjalne (Chie Hayakawa)                                                                              | wygrana   |
| Japońska Akademia Filmowa                    | Ryuu Masayuki – Najlepsza aktorka (Chieko Baishô)                                                                                 | nominacja |
| Japońska Akademia Filmowa                    | Ryuu Masayuki – Najlepszy scenariusz (Chie Hayakawa)                                                                              | nominacja |
| Międzynarodowy Festiwal Filmowy w Salonikach | Nagroda Indywidualna – Najlepszy reżyser (Chie Hayakawa)                                                                          | wygrana   |
| Międzynarodowy Festiwal Filmowy w Salonikach | Nagroda Międzynarodowej Federacji Krytyki Filmowej (FIPRESCI) – Dla najlepszego filmu w konkursie międzynarodowym (Chie Hayakawa) | wygrana   |
| Międzynarodowy Festiwal Filmowy w Salonikach | Nagroda Specjalna – Nagroda za wartości człowieczeństwa (Chie Hayakawa)                                                           | wygrana   |
| Międzynarodowy Festiwal Filmowy w Salonikach | Złoty Aleksander – Theo Angelopoulos – Udział w konkursie głównym (Chie Hayakawa)                                                 | nominacja |